# Melcior de Palau i Boscà
Melcior de Palau i Boscà (Mataró, aprox. 1600 - la Seu d'Urgell, 29 d'abril de 1670), fou un eclesiàstic i polític català, bisbe d'Urgell i copríncep d'Andorra (1664 — 1670).
Fou fill de Melcior de Palau Arnau, capità d'Infanteria i dues vegades batlle de Mataró, i de Dorotea Buscà. El seu avi fou el negociant i mariner Joan Arnau, alias Palau, a qui Felip III concedí el privilegi de burgès i fou el propietari de “La Juliana“ que participà en la guerra de Portugal i naufragà amb l'Armada Invencible.

## Biografia[4][5]

### Futur Bisbe i Canonge de Vic
L'any 1634, essent aleshores Ardiaca Major i canonge de Vic, destacà per la seva desobediència al govern, resistint-se a pagar la “dècima”, feta pels tres capítols dels bisbats de Vic, Urgell i Girona.

### Apoderació Francesa en el Rosselló
L'any 1639, quan els francesos van apoderar-se en el Rosselló del castell d'Òpol i de l'aparentment inexpugnable fortalesa de Salses, col·laborà en la seva recuperació, com consta textualment en la documentació que conserva la seva família:
“En lo mateix any de mil sis-cents trenta-nou, -es diu- serví a Sa Magt. lo Doctor Melchior Palau, Canonge i Ardiaca major de la Seu de Viich, elegit per lo Illustrre Capítol, Capità d'Infanteria espanyola formada en la mateixa ciutat de Vich“ /...../ “con una companyia de 100 y tantos soldados, todos gente muy escogida”; “y lo dit Melchior Palau, Ardiaca i canonge, nomenà per alferes a Francisco Palau, germà seu, ab consentiment y gust de tot lo capítol, y los dits serviren en la Campanya de Salses ab molta satisfacció dels generals, hobeint (sic) sos ordres ab molta puntualitat y obediencia”.

### Lluita entre catalans i castellans
Salses va poder reconquistar-se, fracassant la invasió dels francesos que van rendir-se el 6 de gener de l'any 1640. Però la concurrència dels catalans amb els soldats castellans a aquella guerra ja havia provocat moltes discussions i lluites entre ells i la pau no va pas desterrar del Principat aquelles tropes foranes, motivant-se reaccions violentes amb la població, i així, després dels gravíssims esdeveniments del castell de Fluvià i els sagnants de Palautordera, Santa Coloma de Farners i altres, succeïren les revoltes dels camperols a Barcelona, amb l'assalt a la presó i l'alliberament del diputat Francesc de Tamarit, el 22 de maig del 1640, i després, el 7 de juny, l'assassinat del Virrei.
Molt poc abans de l'assassinat referit i de situar-se els catalans com a súbdits del rei de França, el virrei ja havia previst participar el que passava al rei d'Espanya. Podem llegir a la documentació familiar, que “lo Compte de Santa Coloma, essent Virrey de Catalunya, vistos los moviments comensava a fer la provincia, temerós que no arribasen les cosas a un motí, envià a buscar al Doctor Melchior Palau /..../ i li digué que lo havia enviat a buscar perquè fes un gran servey a Sa Magt.; y respongué lo dit Melchior Palau dient /..../ que no escusaria qualsevol fatiga encara que fos perdre la vida/ ...../ i lo bon Compte/..../ li digué no tenia persona de qui fiarse sino de ell pera que anas per la posta a Madrid ab un plec pera sa Magesat y que ames de la informació de las cartas lo informàs ell,de paraula, las cosas que estaven succeint a la provincia y que juntament li digués que ça persona estava ab manifestos perills de la vida....”

#### Palau a Madrid
Palau “prengué postas y marxà a Madrit, caminant nit y dia y donà lo plech a sa Magestat y lo informà també de paraula lo que li havia encarregat lo Compte de Santa Coloma.....” El rei va dir-li “que se quedés en Madrit fins que les cosas estassen acomodades/...../ y se quedà lo dit Melcior Palau en Madrit ahont feu habitació fins que la ciutat de Barcelona y la major part de la provincia estigué en obediencia de sa Mgt.....”
Palau no retornarà a casa fins a la retirada de les tropes franceses i la signatura de la pau dels Pirineus que comportaria la pèrdua definitiva del Rosselló i part de la Cerdanya i el Vallespir a favor de la França de Richelieu per sempre més.
Instal·lat a Madrid fou premiat i protegit pel rei Felip IV que escriví una carta, el 20 de desembre de 1640, al marqués de Castelrodrigo on ordenà que es presentés a aquell proposant-l'ho al Pontífex per Ardiaca i canonge de la seu barcelonina, (considerant per fer-ho el següent.”Por las partes de virtud y letras/..../ y por el afecto que me ha servido en las ocasiones que se han ofrecido...”). El Papa de Roma no accedí; per això quan l'any 1647 encara no havia arribat el nomenament, Felip IV va designar al mataroní administrador i segrestador de les rendes i fruits que l'ardiocanat i canonicat barceloní tenia a Mallorca i més tard, l'any 1653, quan ja s'havia conquistat Barcelona, va ser designat administrador i segrestador d'aquelles rendes, no sols les de Mallorca, sinó també les del Principat. Així s'aconseguí, de fet, el nomenament, ho volgués o no el Pontífex, del canonicat i el cas de poder percebre’s les rendes de la seu barcelonina a favor de Palau, proposat set anys abans.
Però, el premi més espectacular que va donar el rei a Palau, abans d'acabar-se la guerra dels Segadors, fou el nomenament d'Inquisidor del Principat, càrrec que, de moment, no podia exercir per trobar-se Catalunya encara separada del domini del monarca. Va signar el nomenament el confessor del rei Fra Antoni de Sotomayor el 2 de juny de 1641, i al mes següent el monarca concediria a Palau el salari que pertocava als inquisidors. El càrrec d'Inquisidor tanmateix va ser el primer que el mataroní va poder exercir a Catalunya, ja que el març del 1649, quan Tarragona ja estava sotmesa a Felip IV, l'Inquisidor General -que llavors era el bisbe de Plasència- va encarregar a Palau que anés a Tarragona per solucionar problemes econòmics (cobrar rendes i censos que no s'havien pagat des de l'any de la revolta, tant a Tarragona com a Xerta i Alcover) i amb els diners de la recaptació pogués pagar-se als qui, com Palau, devien prou desitjar-ho.

#### Retorn de Melcior

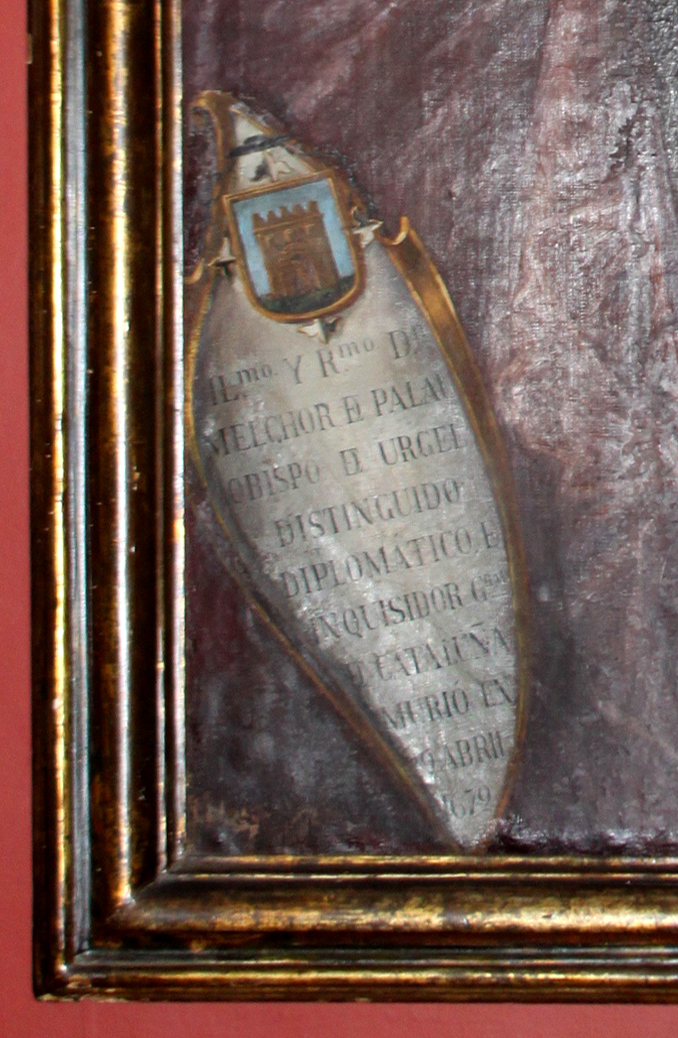
El titular del retrat de Melcior de Palau, situat a sota a l'esquerra

A la fi, quan va rendir-se Barcelona, retornà Melcior Palau, començant un període de deu anys - fins que va ser nomenat bisbe de la Seu d'Urgell - durant els quals resideix a Barcelona, gaudint d'amistats, influència i poder. L'Inquisidor va tornar a fer el seu jurament de lleialtat i de guardar secret de tot el que pertocava al càrrec, ara a Barcelona, “en el Real Palacio de la Inquisición /..../ y se le dió y tomó posesión de su plaza, sentado, pre tibunali, en su silla, debajo de dosel...”

#### Carta a Palau i Nou Bisbe
A l'octubre de l'any 1663 el marquès de Castelrodrigo va escriure a l'Inquisidor Palau una carta manifestant que “ su Mgt.,que Dios guarde, se ha serbido hacer a V.S.merced del Obispado de Urgel....” El 8 de juliol del 1644 el sant Pare Alexandre signaria a Santa Maria la Mayor de Roma el nomenament a favor de Melcior Palau, i el 27 de setembre d'aquell mateix any, s'oficiava a la catedral de Barcelona la solemne missa de consagració del novell bisbe, davant de molts nobles i altres persones “in multitudine copiosa”, refermant-se la gran confiança que el mataroní havia suscitat al monarca en situar-l'ho en una diòcesi excepcionalment coflictiva, després d'haver-se firmat el tractat dels Pirineus (1659) i separat de Catalunya el Rosselló i part de la Cerdanya.
És per això que a la carta de felicitació abans referida del marquès de Castelrodrigo es feia referència al fet que el bisbat estava en un lloc on Palau podria continuar els serveis al rei, doncs, dissortadament, França podria conculcar el tractat de pau i la guerra amb Espanya tindria per camp de batalla Catalunya moltes vegades. A les comunicacions dirigides al bisbe d'Urgell, primer per Felip IV, després per la mare de Carles II com a Reina Governadora, es refereixen, per exemple, a les fortificacions de Puigcerdà, o a la necessitat de “asegurar la Provincia de la declarada infracción de la paz que han hecho los franceses...”; la datada en el Buen Retiro el 17 de juny del 1665, fa referència a la visita pastoral a fer a “ los súbditos de los lugares de vuestra Diócesis que ha quedado del dominio de Francia, ya por cumplir con vuestra obligación, ya para evitar pretextos de las pretensiones que tienen aquellos eclesiásticos de que pongais en ellos un Vicario General..” També consta documentació sobre la col·laboració econòmica del bisbe en empreses bèl·liques a favor del rei tingudes en aquella frontera amb França, en regalar les rendes de la vall d'Andorra a tal efecte.

### Mort
El bisbe Melcior de Palau i Boscà va morir l'any 1670, essent enterrat a una capella de la catedral d'Urgell.